# Index Seminum in horto academico Halensi
Index Seminum in horto academico Halensi (abreviado Index Seminum (Halle)) es un Index Seminum con ilustraciones y descripciones botánicas que fue editado en Halle en los años 1807, 1810, 1818, 1838-1843, 1845, 1848-1850, 1854, 1867, 1875.